# 日本禁煙学会
一般社団法人日本禁煙学会（にほんきんえんがっかい、英語: Japan Society for Tobacco control）は、禁煙学の進歩普及を目的に2006年に設立された学会。会員数は約3500名、禁煙領域では日本最大の学術団体。
事務局を東京都新宿区市谷薬王寺町19番29-201号に置いている。

## 沿革
概略
- 2006年 - NPO法人日本禁煙学会設立。
- 2014年 - 一般社団法人化。

## 活動
- 研究発表会・講演会等の開催、学会誌その他刊行物の発行、専門医等の認定、関連学術団体との連絡・協力、国際的な研究協力の推進、禁煙キャンペーン等一般市民向け啓発活動など。
- 世界保健機関が予防しうる単一で最大の疾病と早期死亡の原因と指摘する、タバコの使用、ニコチン依存症及びタバコ煙へのばく露をなくすため、禁煙及び 受動喫煙防止に関する学術研究、教育、広報等の事業を行い、タバコ規制に必要な科学的 知識・技術の発展と普及に資することで、社会全体としての健康保持に寄与することを目的とする。

## 機関誌
- 『日本禁煙学会雑誌』